# Franz Martinelli
Franz Martinelli, alternativ Francesco Martinelli, (n. 1651 în regiunea lacului Como – d. 28 octombrie 1708, Viena), arhitect austriac de origine italiană.
A supravegheat construcția Bisericii Sfântul Petru din Viena. În 1684 a condus lucrările de restaurare a bisericii serviților (Servitenkirche) din Viena, operă a arhitectului Carlo Carlone.
Principala operă a lui Francesco Martinelli este Palatul Esterházi din Viena, construit la sfârșitul secolului al XVII-lea.
A fost tatăl arhitecților Anton Erhard Martinelli și Johann Baptist Martinelli.